# Buskul
Buskul var ett barnprogram i SVT från 2010. Programledare i första och andra säsongen var Erik Strandberg och Filippa Andersson. I programmet visades olika practical jokes.
Programserien är skapad av Daniel Hager och Robert Agius / Phosworks. Redigering och musik av Johan Bendrik / Bendrik Production.
Buskul vann Kristallen 2011 för Årets barn- och ungdomsprogram. Programmet vann även pris för Nordens bästa barn - och ungdomsprogram 2011 i Ebeltoft/Danmark.

## Säsonger
| Säsong | Säsong   | Avsnitt | Säsongsstart | Säsongsfinal | Medverkande (avsnitt) |
| ------ | -------- | ------- | ------------ | ------------ | --- |
|        | Säsong 1 | 16      |              |              | Bert Karlsson (4), Lina Hedlund (5), Tess Merkel (6), Morgan Alling (6), Malena Ernman (7, 14, 16), Christian "Kicken" Lundqvist (8), Viktor Åkerblom (9, 16), Shirley Clamp (11), Sara Edwardsson (12, 16), Ola Lindholm (13), Jonas Leksell. |
|        | Säsong 2 | 9       |              |              | |
|        | Säsong 3 | 10      | Ej bekräftat | Ej bekräftat | |